# Massala hieroglyphica
Massala hieroglyphica là một loài bướm đêm trong họ Erebidae.